# Невель-ле-Вуазе
Невель-ле-Вуазе (фр. Neuvelle-lès-Voisey) — коммуна во Франции. Располагается в регионе Шампань — Арденны, департамента Верхняя Марна. Население — 92 человека (2009).
Муниципалитет расположен 280 км юго-восточнее Парижа, 165 км юго-восточнее Шалон-ан-Шампани, 60 км юго-восточнее Шомоны.

## Демография
Динамика населения (Национальный институт статистики и экономических исследований Франции):

## Экономика
В 2007 году среди 53 человек в трудоспособном возрасте (15-64 лет) 33 были активны, 20 — неактивны (показатель активности 62,3 %, в 1999 году было 56,5 %). Из 33 активных работало 26 человек (16 мужчин и 10 женщин), безработных было 7 (7 женщин). Среди 20 неактивных 7 человек было учениками или студентами, 5 — пенсионерами, 8 были неактивными по другим причинам.